# Saucerottia beryllina
Saucerottia beryllina là một loài chim trong họ Trochilidae.